# Вяйке-Лягтру
Вя́йке-Ля́гтру (ест. Väike-Lähtru küla) — село в Естонії, у волості Ляене-Ніґула повіту Ляенемаа.

## Населення
Чисельність населення на 31 грудня 2011 року становила 34 особи.

## Географія
Поблизу села проходить автошлях 16160 (Палівере — Оонґа).

## Історія
До адміністративної реформи 1997 року село мало назву Лягтру (Lähtru küla).
До 21 жовтня 2017 року село входило до складу волості Мартна.

## Пам'ятки

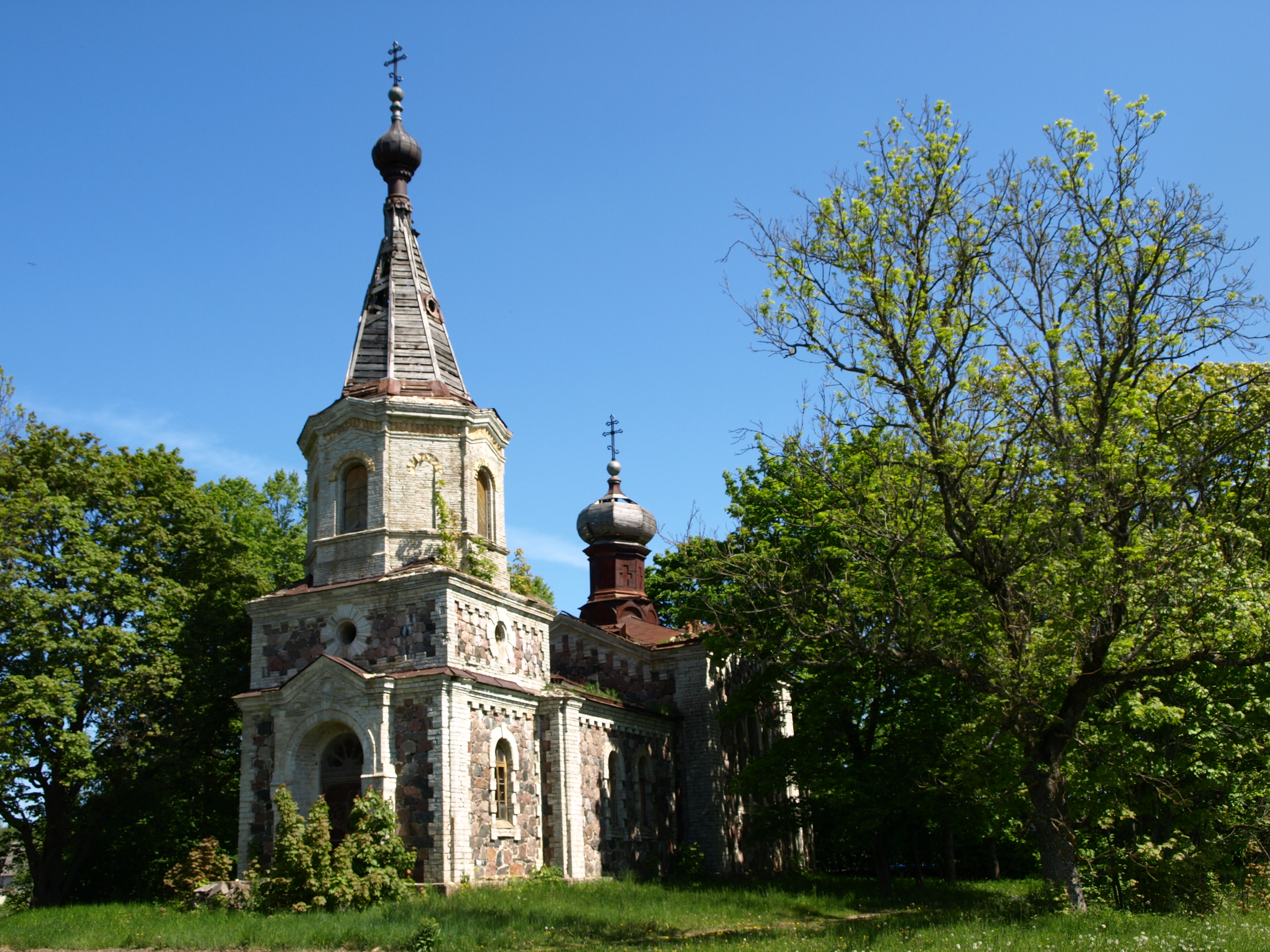
Церква Різдва Пресвятої Богородиці

- Православна церква Різдва Пресвятої Богородиці (Väike-Lähtru Jumalasünnitaja Sündimise kirik).